# Berichitos
Berichitos (Biritxitu en euskera) zona y término de la ciudad de Pamplona, Comunidad Foral de Navarra, España.

## Localización
El término de Birichitos se encuentra localizado al oeste de ciudad. Su nombre procede de dos términos vascos: iberi (vado) y chitu (pequeño). Limita al norte con el río Arga y los barrios de San Jorge y Santa Lucía-Agustinos; por el oeste, con el río Arga y el polígono Landaben; al sur con el barrio de Ermitagaña y el municipio de Barañáin, y al este, con el barrio de San Juan.
Por la zona norte discurre el parque fluvial del Arga que dispone de un carril bici y un paseo peatonal; el río que se salva por el puente de Miluze.  Una buena parte noreste de la zona noreste del barrio es ocupada por el Cementerio Municipal de San José de Pamplona, en la zona oeste hay una amplia extensión de huertas.

## Arquitectura
El río Arga es atravesado en la zona de Birichitos por el puente de Milu
- Portal:Navarra. Contenido relacionado con Navarra.
- Pamplona